# Horler Miklós
Horler Miklós (Budapest, 1923. december 26. – Budapest, 2010. június 28.) Ybl-díjas és Széchenyi-díjas magyar építész, a magyar műemlékvédelem meghatározó alakja, az Országos Műemléki Felügyelőség tudományos igazgatója, elnökhelyettese, a budavári Nagyboldogasszony-templom kórusának karnagya.

## Életpályája
A IX. kerületi Fáy András Gimnáziumot követően lett a Műegyetem hallgatója, ahol 1947-ben diplomázott. 1949-től a Fővárosi Tervező Intézet Műemléki Csoportjának tagjaként Csemegi József, Janáky István és Meczner Lajos oldalán vezető szerepet vállalt a budai Várnegyed háborúban megsérült lakóházainak helyreállításában. Azok közé tartozott, akik szükségesnek tartották a kortárs modern építészet megjelenését az elpusztult házak újjáépítésénél.
1950-től a Budapesti Városrendezési Intézet Pogány Frigyes által vezetett Városesztétikai Szakosztályán dolgozott. A Magyar Építőművészek Szövetségének 1951-es újjáalapításakor alapító tag, 1982-1990 között vezetőségi tag. 1956-ban a Fővárosi Tanács Városrendezési és Építészeti Osztályára került, itt szervezte meg a Fővárosi Műemléki Felügyelőséget, amelyet 1960-ig vezetett. Ekkortól az Országos Műemléki Felügyelőség munkatársa, 1961-től a Tervezési Osztály vezetője. 1977-es felmentését követően tudományos tanácsadó, majd tudományos titkár. 1989. december 1-től az Országos Műemléki Felügyelőség tudományos igazgatója, 1992. március 16-tól az Országos Műemlékvédelmi Hivatal elnökhelyettese 1994-es nyugdíjba vonulásáig. Nyugdíjasként 2001-ig dolgozott az Országos Műemlékvédelmi Hivatal, illetve jogutódja, a Kulturális Örökségvédelmi Hivatal megbízásából. Emellett 1990 és 1994 között a Fővárosi Közgyűlés képviselője (és korelnöke) volt a Magyar Demokrata Fórum jelöltjeként.
Horler 1960-tól részt vett a hazai műemlékvédelem intézményesítésében, nemzetközileg elismertté válásában. 1964-től aktívan közreműködött a Velencei Charta megfogalmazásában, és egész pályafutása során következetesen képviselte annak elveit. Az ICOMOS megalakításától kezdve a nemzetközi szakmai közélet neves képviselőjének számított, a magyar bizottság alapító tagja, számos nemzetközi szakmai bizottság résztvevője. 1976-tól tanított a belgiumi Leuveni Katolikus Egyetem Műemlékvédelmi Intézetében. 1977-ben a francia Műemléki Főépítészek Társaságának levelező tagjává választották. 1983-ban a Belga Királyi Akadémia külföldi tagja lett, ugyanebben az évben a Francia Művészetek és Tudományok Lovagrendjével ismerték el tevékenységét. 1957-től tagja a Magyar Tudományos Akadémia Építészettörténeti és Elméleti Bizottságának, 1991-től a Művészettörténeti Bizottságnak is.1981-ben a művészettörténeti tudományok kandidátusa, a rákövetkező évben a Műegyetem műszaki doktora lett. 1991-ben a művészettörténeti tudományok doktorának címét is megszerezte.
Csaknem egész pályafutásán átívelt oktatási tevékenysége. 1953-1955 között Rados Jenő mellett tanársegéd a Műegyetem Építészettörténeti Tanszékén. Később a Műegyetem Építészmérnöki Karának Műemlékvédelmi Szakmérnöki Tagozata mellett 1974-1990 között a Magyar Képzőművészeti Egyetem Restaurátorképző Intézetében is tanított.
Zongoristaként és orgonistaként is gyakorlott művésznek számított, a Zeneakadémián fiatalon Ferencsik Jánosnál tanult karvezetést. A budavári Nagyboldogasszony-templom kórusának karnagyaként, később pedig az ének- és zenekar örökös tiszteletbeli elnökeként is dolgozott.

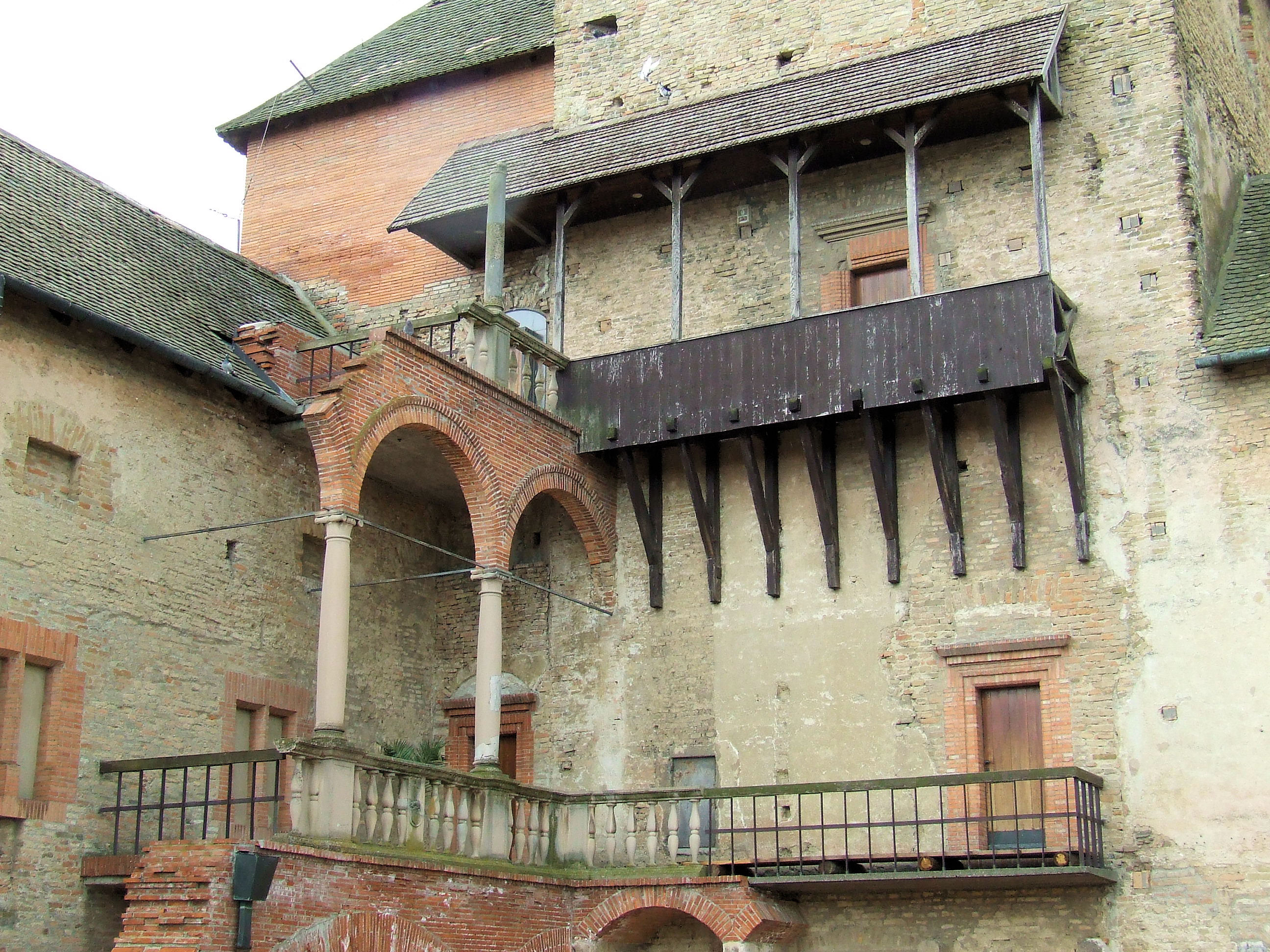
A simontornyai vár belső udvara, a Horler tervei alapján részleges helyreállított loggiával

## Építészeti-műemlékvédelmi munkái
Szakterületének a középkor és a reneszánsz számított. Részt vett az 1950-es évek városképi és műemléki vizsgálatainak munkálataiban (Békéscsaba, Szentendre, Sárospatak, Budapest). A legfontosabb, általa vezetett munkálatok között említhető a Bocskay-vár helyreállítása Nagykerekiben, a simontornyai vár rekonstrukciója, valamint az esztergomi Bakócz-kápolna helyreállítása. A Simontornyán alkalmazott elvek, a középkori és reneszánsz részletek részleges, az eredetitől jól megkülönböztethető, mégis illúziókeltő rekonstrukciója a kor legsikeresebb műemléki gesztusai közé emelte a beruházást. Emellett kulcsszerepet játszott a Budai Várban folyó helyreállításokon. 1972-ben ezt a munkát ő ismertethette az ICOMOS budapesti konferenciáján összegyűlt nemzetközi szakmai társaság előtt, nagy sikerrel.
Fontosabb szakirodalmi munkái közé tartozik a részvételével megszületett, kétkötetes Budapest Műemléki Topográfiája, Szentendre városmonográfiája, valamint a Bakócz-kápolnáról írt kötet. 130 cikk kötődik a nevéhez. Ő kezdeményezte a Magyarország építészeti töredékeinek feldolgozásával s publikálásával foglalkozó Lapidarium Hungaricum sorozatot.

## Fontosabb szakirodalmi munkái
- Pogány Frigyes–Horler Miklós: A műemlékek nyilvántartása; Budapesti Városépítési Tervező Iroda, Bp., 1953
- Horler Miklós (et al.): Budapest műemlékei I-II. Budapest, 1955, 1962
- Horler Miklós: A budapesti műemlékvédelem kérdései. In: Építés- és Közlekedéstudományi Közlemények, 1959/3-4.
- Horler Miklós: Szentendre. Műszaki Kiadó, Budapest, 1960
- Horler Miklós: A magyar műemlékvédelem bibliográfiája 1945-1965. Akadémiai Kiadó, Budapest, 1970
- Horler Miklós: A simontornyai vár. Kandidátusi disszertáció, 1980
- Horler Miklós: Simontornya, vár. Tájak, korok, múzeumok kiskönyvtára, Budapest, több kiadásban, 1983
- Horler Miklós: A műemlékvédelmi gondolat kialakulása Európában. A Budapesti Műszaki Egyetem Mérnöki Továbbképző Intézete, Budapest, 1984
- Horler Miklós: A buda-nyéki királyi villa. In: Ars Hungarica, 1986/1.
- Horler Miklós: A történelmi környezet jövője és a posztmodern építészet. In: Magyar Építőművészet, 1986/5.
- Horler Miklós: A Bakócz-kápolna az esztergomi főszékesegyházban. Helikon Kiadó, Budapest, 1987
- Horler Miklós–H. Tabajdi Márta: A simontornyai vár; Béri Balogh Ádám Megyei Múzeum, Szekszárd, 1987 (Múzeumi füzetek)
- Horler Miklós: Építészet és örökség negyedszázaddal ezelőtt. In: Magyar Építőművészet, 1988/3.
- Horler Miklós: Henszlmann Imre műemlékvédelmi elvei. In: Ars Hungarica 18, 1990, 113-121.
- Horler Miklós: Az utóbbi 25 év műemléki elvei. In: Építés-Építészettudomány 22, 1991, 3/4. 261–267.
- Horler Miklós: A műemlékvédelmi szemlélet alakulása a Velencei Cartától napjainkig. In: Művelődés, 49, 1996, 7/8. 38–40.
- Horler Miklós–H. Tabajdi Márta: Esztergom, Bakócz-kápolna; TKM Egyesület, Bp., 2000 (Tájak, korok, múzeumok kiskönyvtára)
- Horler Miklós: A simontornyai vár, kandidátusi disszertáció, 1980, Pécs, PTE Művészeti Kar Művészettörténet Tanszék, 2024.

## Díjai
- 1972. Ybl-díj
- 1981. Magyar Műemlékvédelemért plakett
- 1983. A Belga Királyi Akadémia külföldi tagja
- 1983. A francia Művészetek és Tudományok lovagrendje
- 1983. Reitter Ferenc-díj
- 1984. Ipolyi Arnold érem
- 1993. Széchenyi-díj
- 2004. A Magyar Köztársasági Érdemrend tiszti keresztje
- 2007. A Budavári Önkormányzat díszpolgári címe
- 2025. "Simontornyáért" díj

## Idézetek
- „A típusjelenségek, helyi jellegzetességek, hagyományok rendszeres, tudományos igényű feltárása – mint tudjuk – az élő művészetre lendítő erőt is jelent. Lehet, hogy az ún. építészszemlélet valóban megmutatkozik abban a törekvésben, hogy a művészettudomány lényeges célját az élő művészi kultúra fejlesztését, elmélyítését ilyen jellegű analízisekkel is hatékonyabbá kívánja tenni.”[4]
- „Teljesen megsemmisült műemlékek eredeti állapotban való újjáépítése nem műemlékvédelmi feladat.”[5]